# سقط جنین در کره جنوبی
| قانونی در صورت درخواست                                  |                                                                                                |
|                                                         | بدون محدودیت                                                                                   |
|                                                         | محدودیت بارداری بعد از ۱۷ هفته اول                                                             |
|                                                         | محدودیت بارداری قبل ۱۷ هفته اول                                                                |
|                                                         | محدودیت‌های نامشخص                                                                              |
| از نظر قانونی محدود به موارد زیر است:                   |                                                                                                |
|                                                         | خطر برای زندگی مادر، برای سلامتی او *، تجاوز جنسی *، اختلال جنین *، یا عوامل اجتماعی و اقتصادی |
|                                                         | خطری برای زندگی مادر، برای سلامتی او *، تجاوز جنسی، یا اختلال در جنین                          |
|                                                         | خطر برای زندگی مادر، برای سلامت او *، یا آسیب جنین                                             |
|                                                         | خطر جانی برای مادر *، سلامت *، یا تجاوز جنسی                                                   |
|                                                         | خطری برای زندگی یا سلامتی مادر                                                                 |
|                                                         | خطری برای زندگی مادر                                                                           |
|                                                         | غیر قانونی بدون استثنا                                                                         |
|                                                         | بدون اطلاعات                                                                                   |
| * برای برخی از کشورها یا مناطق در آن دسته اعمال نمی شود |                                                                                                |

سقط جنین در کره جنوبی در اغلب شرایط غیرقانونی است، اما سقط جنین غیرقانونی رواج دارد و معمولاً در بیمارستان‌ها و کلینیک‌ها انجام می‌شود. دادگاه قانون اساسی کره جنوبی در تاریخ ۱۱ آوریل سال ۲۰۱۹، ممنوعیت سقط جنین را غیرقانونی اعلام کرد و دستور داد تا پایان سال ۲۰۲۰ در قانون تجدید نظر شود.
سقط جنین بر پایه جنسیت، به دلیل ترجیحات فرهنگی برای پسر داشتن، رواج دارد. علی‌رغم بررسی مجدد قانون پزشکی در سال ۱۹۸۷ که پزشکان را از استفاده از آزمایشهای تشخیص پیش از تولد برای نشان دادن جنسیت کودک منع می‌کرد، افزایش نسبت پسرها به دخترها هنگام تولد، همچنان در دهه ۹۰ میلادی ادامه داشت. قانون سال ۱۹۸۷ توسط دادگاه قانون اساسی در سال ۲۰۰۸ غیرقانونی اعلام شد.